# Infostore

Логотип ресурсу Infostore

Infostore — інтернет-сайт для розповсюдження файлів що проіснував з 2004 по кінець 2008 року. 
Сайт був заснований в травні 2004 року під керівництвом Олексія Мася, що спершу мав на меті створити сайт, де користувачі могли б викладати свої фотознімки. Але завдяки майже відсутності обмежень з розміщення інформації, простоті доступу до неї, а також порівняно високій швидкості передачі даних, Infostore згодом перетворився на найбільший медіа-файловий ресурс в Україні. Сервери Infostore входили до UA-IX мережі обміну Інтернет-трафіком.
4 грудня 2008 року діяльність ресурсу було припинено, сервери вилучено працівниками МВС України. Офіційна причина припинення діяльності ресурсу — розповсюдження порнографічних матеріалів, розташованих на серверах infostore.org.